# Баликчі
Баликчі́ (узб. Балиқчи, Baliqchi) — міське селище (з 2009 року) в Узбекистані, центр Баликчинського району Андижанської області.
Населення становить 3699 осіб (перепис 1989; 1846 в 1979; 1344 в 1970).
Селище розташоване на лівому березі річки Карадар'я, за 20 км на південний схід від Намангана.
| Узбекистан | Це незавершена стаття з географії Узбекистану. Ви можете допомогти проєкту, виправивши або дописавши її. |